# 塞西爾維爾 (加利福尼亞州)
塞爾西維爾（英語：Cecilville）是位於美國加利福尼亞州錫斯基尤縣的一個非建制地區。該地的面積和人口皆未知。

## 地理
塞爾西維爾的座標為41°08′27″N 123°08′24″W / 41.14083°N 123.14000°W，而該地的平均海拔高度為713米（即2339英尺）。